# Chi Kim tâm
Chi Kim tâm hay còn gọi chi cúc móng ngựa (danh pháp khoa học: Petasites) là một chi thực vật có hoa trong họ Cúc (Asteraceae).

## Loài
Chi Petasites gồm các loài: